# Bolesław II opolski

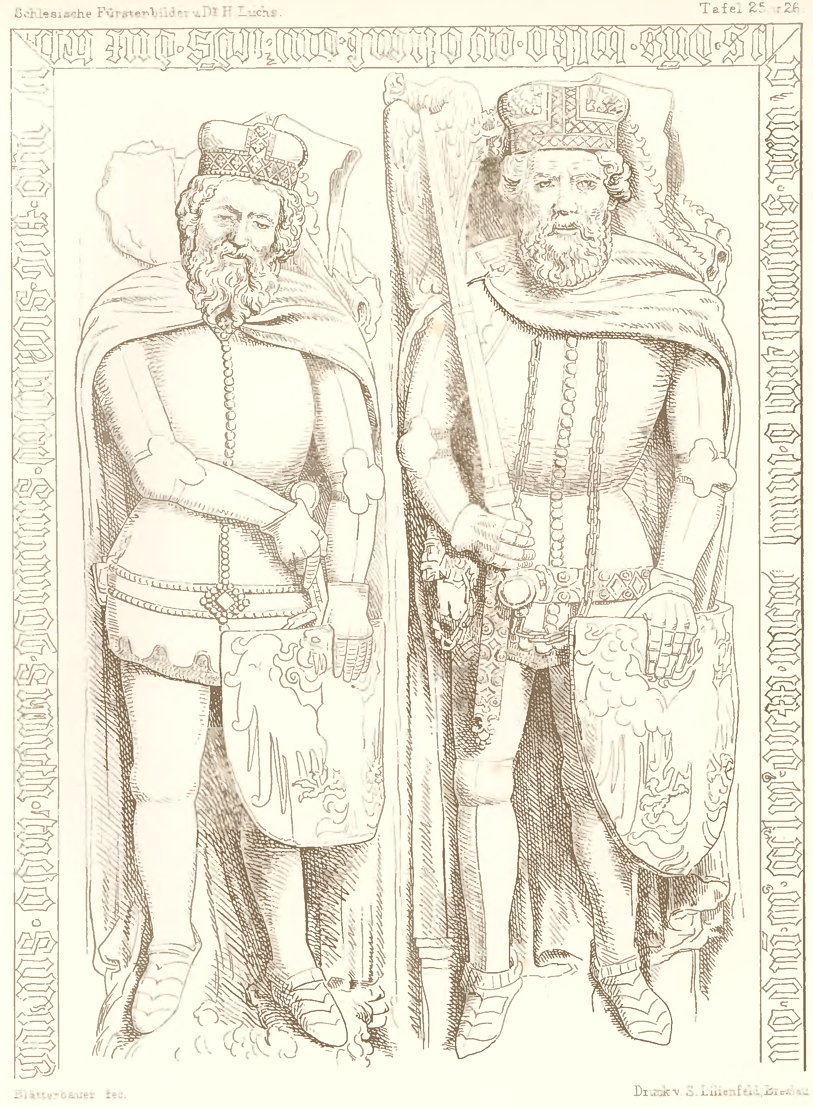
Tumba Bolka I i jego syna Bolka II, znajdująca się w kaplicy św. Anny w Kościele Świętej Trójcy w Opolu

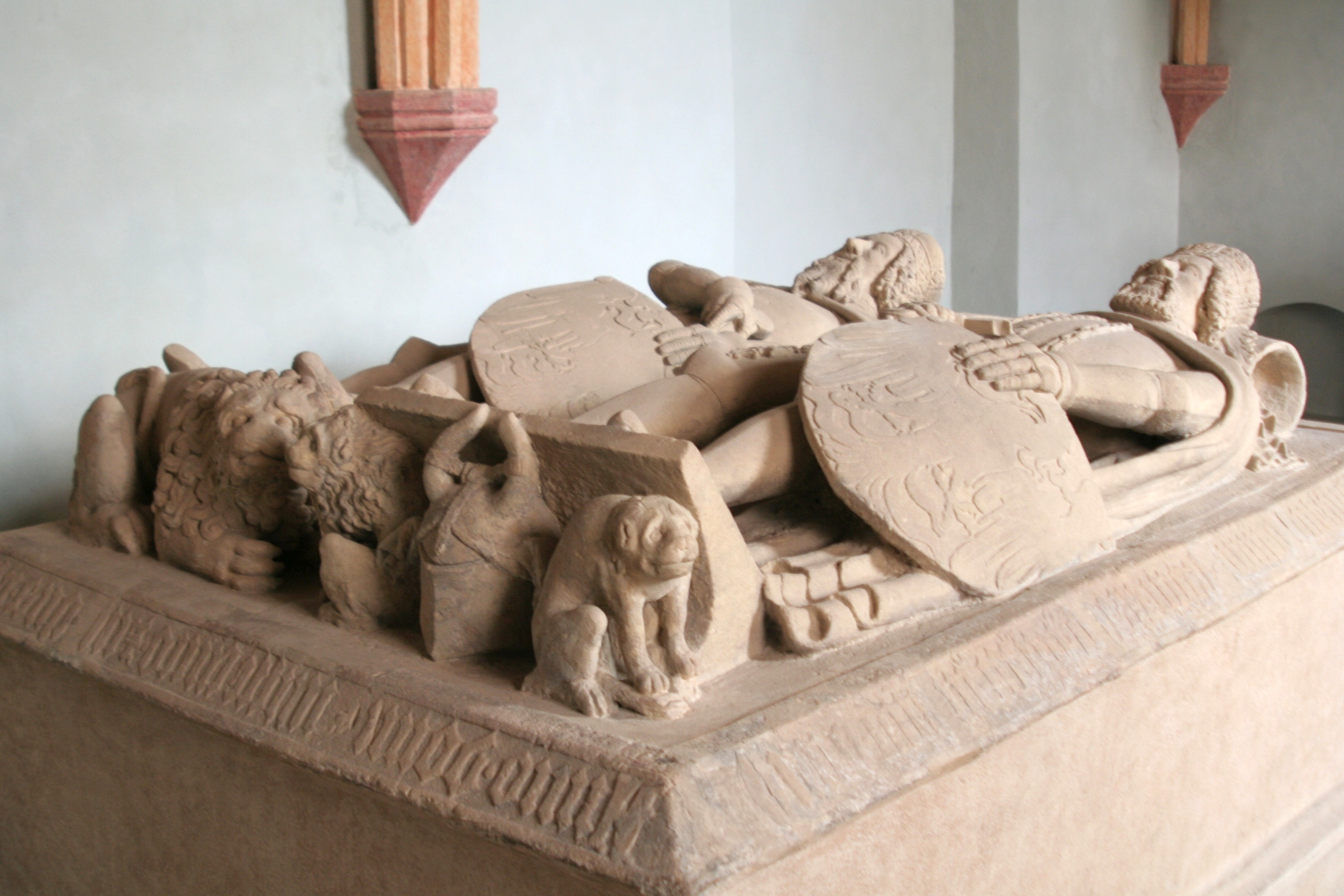
Tumba Bolka I i jego syna Bolka II, znajdująca się w kaplicy św. Anny, w Kościele Świętej Trójcy w Opolu

Bolesław II opolski, znany także Bolko II opolski (ur. ok. 1300, zm. 21 czerwca 1356) – w latach 1313–1323 z bratem Albertem w Opolu i Strzelcach, od 1323 roku samodzielny książę opolski, od 1327 roku dziedziczny lennik czeski.
Bolko II był drugim pod względem starszeństwa synem księcia opolskiego Bolka I i nieznanego pochodzenia Agnieszki. W chwili śmierci ojca w 1313 roku był prawdopodobnie jeszcze niepełnoletni w związku z czym znalazł się pod opieką starszego brata Bolesława Pierworodnego. W pełni samodzielne rządy Bolko II objął w 1323 roku, kiedy w wyniku podziału księstwa opolsko-strzeleckiego dokonanego z młodszym bratem Albertem objął środkową część dzierżaw z Opolem, jako stolicą księstwa.
W 1326 roku ożenił się Elżbietą (zmarła 8 lutego 1348 roku) córką księcia świdnickiego Bernarda, co go chwilowo zbliżyło do polityki przyjaznej Władysławowi Łokietkowi. 5 kwietnia 1327 we Wrocławiu ulegając jednak przewadze militarnej króla Czech złożył hołd lenny Janowi Luksemburczykowi, jako ostatni z piastowskich książąt górnośląskich.
W swoich rządach w księstwie opolskim Bolko II skupił się na działalności gospodarczej lokując wiele miejscowości na prawie niemieckim i dbając o rozwój handlu, rzemiosła, stan dróg i bezpieczeństwo podróżników. Uzyskane dzięki dobrej gospodarności fundusze wykorzystał na wykup w 1351 roku od księcia legnickiego Wacława Byczyny i Kluczborka i od księcia bytomskiego Bolesława Sławięcic. Bolko II szczególnie upodobał sobie Klasztor Franciszkanów w Opolu, w którym kaplica Św. Anny stała się nekropolią Piastów Opolskich. Tam też umierając 21 czerwca 1356 roku został pochowany.
Z małżeństwa z Elżbietą świdnicką miał trzech synów (Władysława Opolczyka, Bolka III i Henryka) i cztery oddane do klasztoru córki (Kunegunda – klaryska na Węgrzech (Stara Buda), Agnieszka – ksieni w Starym Sączu, Elżbieta – kantorka trzebnicka i Anna – klaryska wrocławska). Po śmierci swojej pierwszej żony Bolko II ożenił się prawdopodobnie powtórnie (co część literatury historycznej neguje) z nieznaną bliżej kobietą (być może na imię miała Małgorzata), z którą miał córkę Agnieszkę poślubioną później margrabiemu morawskiemu Jodokowi.